# Василівська сільська територіальна громада
Василівська сільська територіальна громада — територіальна громада України, в Болградському районі Одеської області з адміністративним центром у селі Василівка.
Площа території — 252,6 км², населення громади — 2 820 осіб (2020 р.).
Утворена 20 червня 2020 року відповідно до Постанови Верховної Ради на базі визначення громад Розпорядженням Кабінету Міністрів України № 720-р від 12 червня 2020 року «Про визначення адміністративних центрів та затвердження територій територіальних громад Одеської області» у складі Василівської, Каракуртської, Баннівської, Голицької та Калчівської сільських рад.
19 липня 2020 року, в результаті адміністративно-територіальної реформи і ліквідації Болградського (1940  – 2020) району, громада увійшла до складу новоутвореного Болградського району.

## Населені пункти
До складу громади увійшли 6 сіл: Баннівка, Василівка, Голиця, Калчева, Каракурт та Новий Каракурт.